# Lepidochrysops jamesi
James's Blue (Lepidochrysops jamesi) là một loài bướm ngày thuộc họ Bướm xanh. Nó được tìm thấy ở Nam Phi.
Sải cánh dài 30–36 mm. Con trưởng thành bay từ tháng 9 đến đầu tháng 11. Có một lứa một năm.

## Phụ loài
- Lepidochrysops jamesi jamesi (Koedoesberg và Swaarweerberg in North Cape)
- Lepidochrysops jamesi claassensi Dickson, 1982 (Hantamsberg in North Cape)